# Sky & Telescope
Sky & Telescope (Небо і телескоп) — щомісячний американський журнал, який висвітлює всі аспекти аматорської астрономії, зокрема:
- сучасні події в астрономії та освоєнні космосу;
- заходи в аматорському астрономічному співтоваристві;
- огляди астрономічного обладнання, книг і програмного забезпечення;
- аматорське виготовлення телескопів;
- астрофотографія.

Статті призначені для поінформованого неспеціаліста та включають детальні обговорення поточних відкриттів, часто вчених-учасників. Журнал ілюстрований у повному кольорі, як аматорськими, так і професійними фотографіями небесних об'єктів, а також таблицями та діаграмами майбутніх небесних подій.

## Історія
Sky & Telescope був заснований Чарльзом Федерером та його дружиною Гелен Спенс Федерер і почав видаватись у Гарвардській обсерваторії в листопаді 1941 року в результаті злиття окремих журналів The Sky і The Telescope. У 2005 році Sky Publishing Corporation була придбана New Track Media, портфельною компанією приватної інвестиційної компанії Boston Ventures. У 2014 році New Track було продано F+W Media. Після банкрутства F+W media у середині 2019 року журнал було продано Американському астрономічному товариству.